# Osztrák Szabadságpárt
Az Osztrák Szabadságpárt (németül: Freiheitliche Partei Österreichs, FPÖ)  (más néven: Ausztria Szabadságpártja) egy populista, nacionalista, euroszkeptikus, szélsőjobboldali  osztrák párt, amelyet 1955-ben alapítottak. A 2024-es választások után a Nemzeti Tanács öt pártja közül a legnagyobb.
2024. nyarán a Fidesszel karöltve az EP-ban egy jobb-szélsőjobboldali szövetséget hozott létre Patrióták Európáért néven.

## Története

### Előzmény
A Szabadságpárt magát az 1848-as forradalmak idejéből eredő pángermanizmus és nemzeti liberalizmus ideológiai örökösének tekinti. A két világháború közti korszakban a nemzeti liberálisokat támadta az Osztrák Keresztényszociális Párt. A nemzeti liberális tábort a Nagy Német Néppárt gyűjtötte be. Az Anschluss után Ausztriában üldözték a keresztényszocialistákat és a szocialistákat is. A nemzeti liberálisokat később megvádolták, hogy kollaboráltak a nácikkal.
A párt elődje a Függetlenek Szövetsége (Verband der Unabhängigen, VdU) 1949-ben alakult meg, alternatívát nyújtva az SPÖ-vel és az ÖVP-vel szemben.

### FPÖ kezdete
Az Osztrák Szabadságpárt 1955-ben jött létre, akkoriban ellenzékként működött, első vezetőjük Anton Reinthaller lett, aki SS-Brigadeführer volt. Reinthaller tagja volt az NSDAP-nak, amikor az Anschlussot végrehajtották. A párt vezetője 1958-1978 között Friedrich Peter lett, akinek ideje alatt az 1960-as évektől a párt, hogy nagyobb esélye legyen a nagy koalícióban való részvételre egyre jobban eltávolodott a szélsőjobboldali, nacionalista szellemiségétől és liberálisabb lett. Ez a párt szélsőjobboldali szárnyában felháborodást váltott ki, ami miatt 1967-ben kilépve a pártból megalapították a Nemzeti Demokrata Párt-ot (NDP).
1970-ben a párt támogatta az SPÖ vezette kisebbségi kormányt. 1975-ben Simon Wiesenthal - aki akkoriban a bécsi zsidók irattárának volt vezetője, nyilvánosságra hozta, hogy Friedrich Peter SS-főhadnagyként szolgálatot teljesített egy tömegmészárlásnál.

### Jörg Haider korszaka
A párt elnöke 1986-ban Jörg Haider lett, aki a párt nacionalista szárnyának támogatásával lett vezető. Ezt követően Vranitzky felbontotta a párttal kötött koalíciót. Az 1986-os választáson a párt 9%-ot ért el. A párt az 1990-es választásokon 16%-ot ért el. Jelentős számban pártoltak át az Osztrák Néppárttól.

## Választások

### Választási eredmények

#### Nemzeti Tanács
| Választás éve | Szavazatok száma | %    | Megszerzett helyek száma | Státusz                                    |
| ------------- | ---------------- | ---- | ------------------------ | ------------------------------------------ |
| 1956          | 283 749          | 6,5  | 6 / 165                  | Ellenzék                                   |
| 1959          | 336 110          | 7,7  | 8 / 165                  | Ellenzék                                   |
| 1962          | 313 895          | 7,0  | 8 / 165                  | Ellenzék                                   |
| 1966          | 242 570          | 5,4  | 6 / 165                  | Ellenzék                                   |
| 1970          | 253 425          | 5,5  | 6 / 165                  | SPÖ kisebbségi kormányának támogatója      |
| 1971          | 248 473          | 5,5  | 10 / 183                 | Ellenzék                                   |
| 1975          | 249 444          | 5,4  | 10 / 183                 | Ellenzék                                   |
| 1979          | 286 743          | 6,1  | 11 / 183                 | Ellenzék                                   |
| 1983          | 241 789          | 5,0  | 12 / 183                 | Kormánypárt, SPÖ kisebb koalíciós partnere |
| 1986          | 472 205          | 9,7  | 18 / 183                 | Ellenzék                                   |
| 1990          | 782 648          | 16,6 | 33 / 183                 | Ellenzék                                   |
| 1994          | 1 042 332        | 22,5 | 42 / 183                 | Ellenzék                                   |
| 1995          | 1 060 175        | 21,9 | 41 / 183                 | Ellenzék                                   |
| 1999          | 1 244 087        | 26,9 | 52 / 183                 | Kormánypárt                                |
| 2002          | 491 328          | 10,0 | 18 / 183                 | Kormánypárt                                |
| 2006          | 519 598          | 11,0 | 21 / 183                 | Ellenzék                                   |
| 2008          | 857 028          | 17,5 | 34 / 183                 | Ellenzék                                   |
| 2013          | 962 313          | 20,5 | 40 / 183                 | Ellenzék                                   |
| 2017          | 1 316 442        | 26,0 | 51 / 183                 | Kormánypárt, ÖVP kisebb koalíciós partnere |
| 2019          | 772 666          | 16,2 | 31 / 183                 | Ellenzék                                   |
| 2024          | 1 408 514        | 28,8 | 57 / 183                 | Ellenzék                                   |

### Tartományi parlamenti választások
| Tartomány      | Választási év | Szavazatok száma | %    | Megszerzett helyek száma | Kormánypárt/Ellenzék?      |
| -------------- | ------------- | ---------------- | ---- | ------------------------ | -------------------------- |
| Alsó-Ausztria  | 2023          | 217 511          | 24,2 | 16 / 56                  | Kormánykoalíció az ÖVP-vel |
| Bécs           | 2025          | 138 761          | 20,4 | 22 / 100                 | Ellenzék                   |
| Burgenland     | 2025          | 45 110           | 23,1 | 9 / 36                   | Ellenzék                   |
| Felső-Ausztria | 2021          | 159 692          | 19,8 | 11 / 56                  | Kormánykoalíció az ÖVP-vel |
| Karintia       | 2023          | 74 329           | 24,5 | 9 / 36                   | Ellenzék                   |
| Salzburg       | 2023          | 69 310           | 25,7 | 10 / 36                  | Kormánykoalíció az ÖVP-vel |
| Stájerország   | 2024          | 230 282          | 34,8 | 17 / 48                  | Kormánykoalíció az ÖVP-vel |
| Tirol          | 2022          | 64 683           | 18,8 | 7 / 36                   | Ellenzék                   |
| Vorarlberg     | 2024          | 51 639           | 28,0 | 11 / 36                  | Kormánykoalíció az ÖVP-vel |

### 2015-ös bécsi önkormányzati választás
A 2015-ös októberi bécsi választáson a második helyen végzett az Osztrák Szociáldemokrata Párt mögött.

### 2016-os osztrák elnökválasztás
A 2016-os áprilisi osztrák elnökválasztáson Norbert Hofert indították. A második fordulóban, május 23-án Alexander Alexander Van der Bellen az Osztrák Zöld Párt jelöltje nyerte a választást 50,3 százalékkal, Hofer 49,7 százalékot kapott. Az alkotmánybíróság szabálytalanságok miatt elrendelte az elnökválasztás második fordulójának megismétlését. A megismételt választáson ismét elveszítette a párt jelöltje 46,2 százalékot kapott, ezzel Alexander Van der Bellen lett Ausztria első zöldpárti elnöke. Norbert Hofer később bejelentette, hogy indulni fog a következő osztrák elnökválasztáson.

## Választói
A pártnak számos választói vannak a közép- és felső osztályban, de jelen vannak a gyári munkások és Bécs külső kerületeinek lakosai. A párt számos volt szociáldemokrata szavazót tudhat magának. A bevándorlók között a párt az ausztriai szerbek körében népszerűek. Kartintiában a párt Jörg Haider idején az orvosok, ügyvédek, vállalkozók, földművesek, szabadúszók, gyógyszerészek voltak szabadságpártiak.

## Az FPÖ elnökei
- Anton Reinthaller (1955–1958)
- Friderich Peter (1958–1978)
- Alexander Götz (1978–1979)
- Norbert Steger (1979–1986)
- Jörg Haider (1986–2000)
- Susanne Riess-Passer (2000–2002)
- Mathias Reichold (2002)
- Herbert Haupt (2002–2004)
- Ursula Haubner (2004–2005)
- Heinz-Christian Strache (2005–2019)
- Norbert Hofer (2019–2021)
- Herbert Kickl (2021 óta)[17]